# Saxuirer Feuerkogel
Der Saxuirer Feuerkogel (2806 m ü. A.) ist ein Berg des vorderen Kaunergrats, eines Gebirgszuges der Ötztaler Alpen. Der Gipfelaufbau des Berges wird von einer Pyramide aus rötlichem Stein gebildet, welcher auch die Namensgebung einleuchtend erscheinen lässt („Feuerkogel“). Der Saxuirer Feuerkogel ist die höchste Erhebung eines am mittleren Stupfarri ansetzenden Nebengrates, der nach Südosten in Talrichtung herabzieht. Direkt unter dem pyramidenförmigen Gipfelaufbau des Berges liegt eine kleine Seemulde. Vom Gipfel hat man eine hervorragende Aussicht auf die Berge des vorderen Geigenkamms und die Berge um die Rofelewand. Der Berg wird im Alpenvereinsführer nicht erwähnt.

## Routen
Normalweg: Von der Neubergalm oder der Mauchelealm auf dem Almenweg ins Saxuire Tal, das  vom Saxuire Bach durchflossen wird. Nun über steile Wiesenhänge, später über Schutt empor nach Westen das Tal hinauf. Man steigt bis zu den Blockfeldern nördlich des Berges an. Über teils metergroße Blöcke steigt man nun in Richtung Seemulde auf, passiert eine steilere Felszone und erreicht den See. Nun auf dem Geländerand entlang zum ansetzenden Grat. Immer am Grat mit kleineren Umgehungen in leichter Kletterei (I) zu einer plattigen Gratverengung, über die man den Gipfel erreicht.

## Bilder

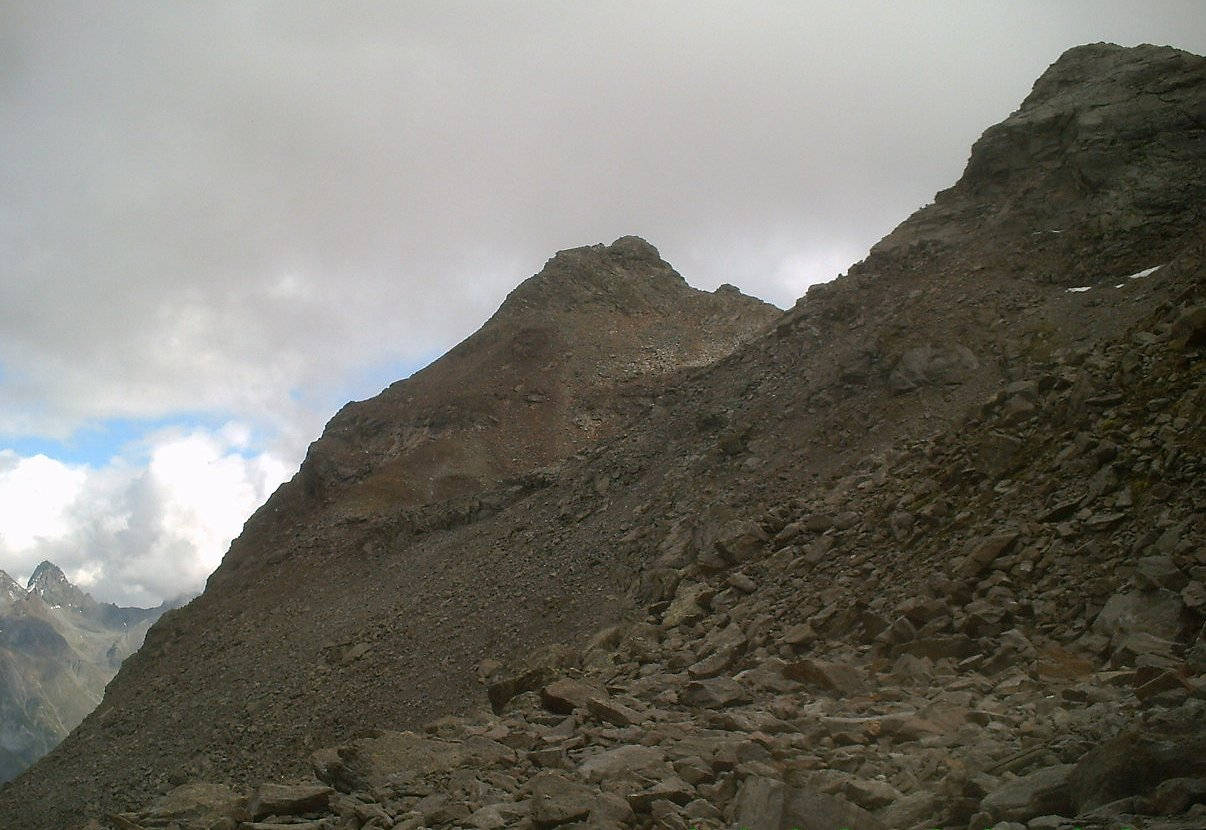
Feuerkogel aus dem Saxuire Tal
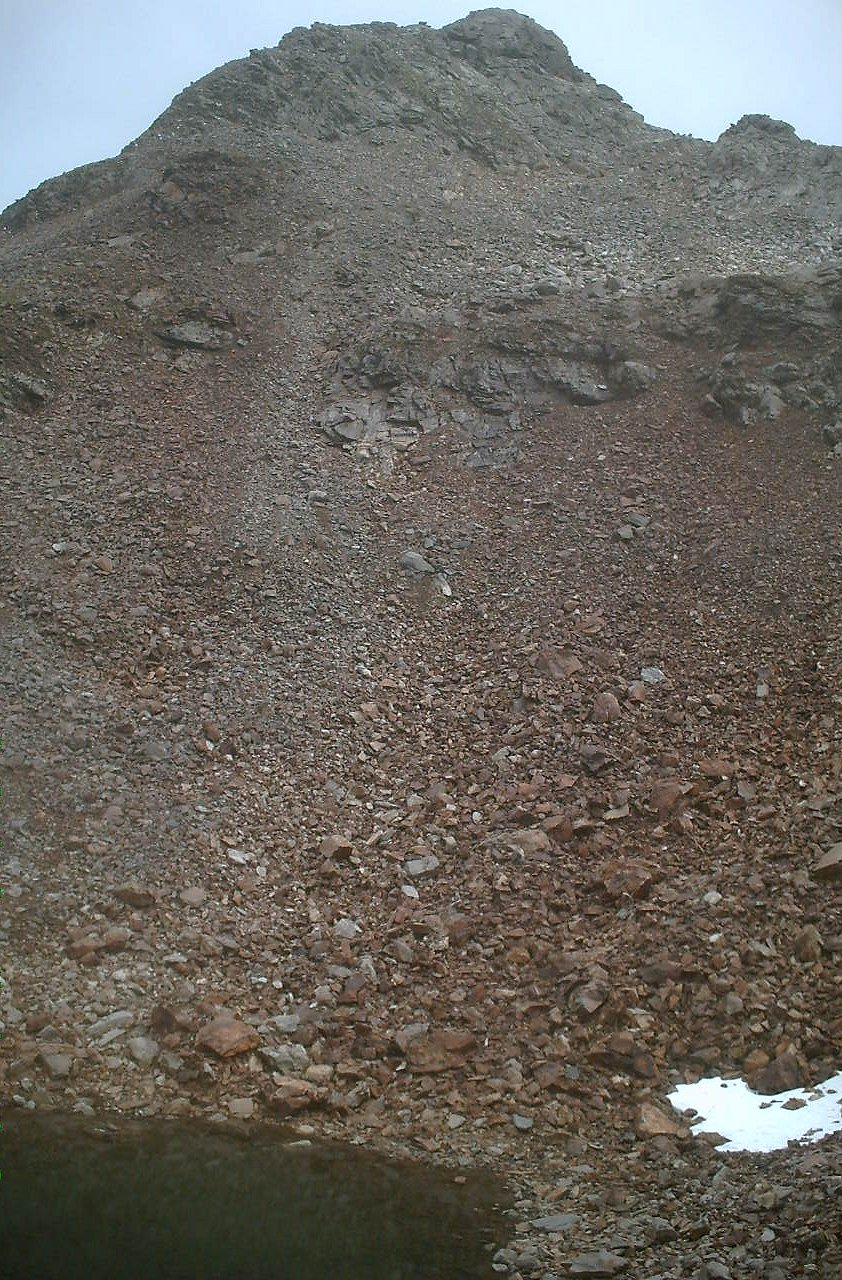
Seemulde und Feuerkogel
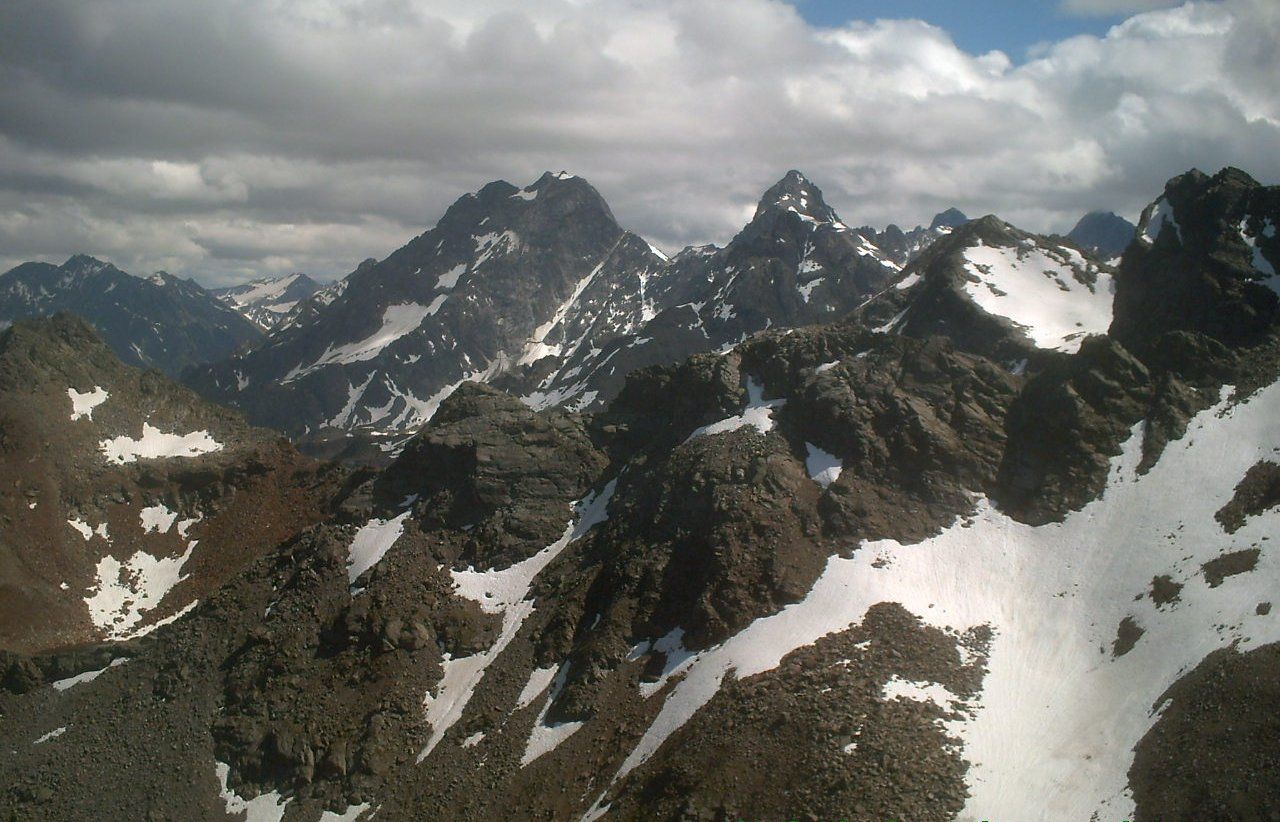
Verbindungsgrat zum mittleren Stupfarri

## Karte
- Alpenvereinskarte Blatt 30/3, 1:25.000, Ötztaler Alpen, Kaunergrat. ISBN 978-3-928777-41-4